# دنیای روکانون
دنیای روکانون (به انگلیسی: Rocannon's world)، کتابی است نوشتهٔ اورسولا لو گویین در ژانر علمی‌تخیلی که اولین بار در سال ۱۹۶۶ منتشر شد. داستان در فضای مجموعه حلقه هاینیش می‌گذرد و دارای عناصر فانتزی قهرمانانه است. شخصیت اصلی کتاب، گاورال روکانون، در سفرش در سیاره‌ای دوردست با لردهایی روبه‌رو می‌شود که در قلعه‌ها زندگی می‌کنند و شمشیر می‌بندند و با نژادهای دیگری برخورد می‌کند که همچون پری‌ها و کوتوله‌های زمینی هستند.
واژه انسیبل، به معنی وسیله ارتباطی سریع‌تر از نور، اولین بار در این کتاب استفاده شد و پس از این در ادبیات علمی‌تخیلی رایج شد.

## داستان
در مقدمه چنین آمده که در سیاره FOMALHAUT II، بر اثر مالیات بیگانگان (Starlords)، فقر، دامنگیر نجبای آنگیار (Angyar) شده بود. سلمی (Selmey)، بانوی قصر هالان (Hallan)، با دیدن شکوه از دست‌رفته قصر شوهرش، به یاد گردنبندی می‌افتد که در کودکی بر گردن مادرش دیده بود و گفته می‌شد که ارزشش به اندازه یک پادشاهی بود؛ سال‌هاست که گردنبند گم شده و می‌گویند تنها مردمان فوآ (Fua) می‌دانند که کجاست. مردمان شادی که در میان دره‌های سرسبز و آفتابی دوردست زندگی می‌کنند. سلمی دخترش هالدره را به خواهرش می‌سپارد و در اشتیاق یافتن گردنبند و خوشحال کردن شوهرش، بدون اجازه او سوار بر یک Windsteed (موجوداتی شبیه گربه‌های بزرگ بالدار که جنگجویان آنگیار سوار بر آن‌ها در آسمان مبارزه می‌کنند) به سراغ مردمان فوآ می‌رود. آن‌ها او را به مردمان Gdemiar راهنمایی می‌کنند که دوستداران تاریکی‌اند و در نقب‌های زیر زمین در کوهستان‌های مه‌آلود زندگی می‌کنند. پس از رفتن به نزد آنان، گردنبندش، ارثیه خانوادگی‌اش را از آنان که روزگاری آن‌را ساخته‌اند می‌خواهد، می‌گویند که پیش آن‌ها نیست اما می‌توانند او را به جایی ببرند که گردنبند هست، اما او خود باید گردنبند را از صاحبان جدید بگیرد و او قبول می‌کند. او را از نقب‌های تودرتو عبور داده و بر روی زمین سوار بر غاری می‌کنند که پر از نورهای چشمک‌زن است و به او سوزنی می‌زنند و همه چیز با غرشی تکان می‌خورد و سپس به شب بی‌کران می‌روند.
در موزه‌ای در سیاره‌ای دوردست، گاورال روکانون (Gaverel Rocannon)، نژادشناس موزه به همراه رئیس موزه، خیره، به زیبایی زن بلندبالای زرین‌مویی چشم دوخته‌اند که پوستی تیره دارد و تعدادی از کوتوله‌های گدمیار سیاره فومال‌هاوت دوم همراهی‌اش می‌کنند. کوتوله‌ها سخنان زن را برای آن دو ترجمه می‌کنند که گردنبندی را که در ویترین موزه دیده می‌خواهد. گردنبندی که ارثیه خانوادگی اوست. و روکانون، حیران از زیبایی سلمی، گردنبند را به او می‌دهد.
در فصل اول کتاب، سال‌ها از آن روزگار گذشته و حال، روکانون، برای پژوهش دربارهٔ این سیاره کمتر شناخته‌شده به همراه هیاتی به آنجا آمده. سملی سال‌هاست که درگذشته و نوه او، Mogien، لرد قلعه هالان است و شرایطی پیش آمده که روکانون مجبور می‌شود به همراه موگین و افرادش به سفری طولانی و خطرناک دست بزند تا مگر بتوانند این سیاره و کل لیگ جهانی (دولت بین‌المللی) را از خطر برهانند.